# Landtagswahl in Sachsen 2019
- Linke: 14
- SPD: 10
- Grüne: 12
- CDU: 45
- AfD: 38

- Regierung: 67
- Opposition: 52

Die Landtagswahl in Sachsen 2019 am 1. September 2019 war die siebte Wahl zum Sächsischen Landtag seit der Neugründung des Freistaates Sachsen 1990. Am selben Tag fand die Landtagswahl in Brandenburg statt.
Wahlberechtigt waren 3,28 Mio. Menschen. Die Wahlbeteiligung lag bei 66,5 %.
Die Wahl veränderte die politischen Verhältnisse im Freistaat grundlegend. Linke, CDU und SPD mussten massive Verluste hinnehmen, Gewinner der Wahl war die AfD, die ihre Stimmenzahl mehr als verdreifachen konnte und über 27 % der Stimmen erhielt. Die CDU blieb stärkste Partei, die SPD erzielte das schlechteste Ergebnis bei deutschen Landtagswahlen seit 1945 und landete mit 7,7 % auf dem fünften Platz. Die Grünen verzeichneten Gewinne. Die einzige verbliebene mögliche Koalition ohne Beteiligung der Linkspartei und der AfD war eine solche aus CDU, Grünen und SPD.
Gewählt wurden 119 Abgeordnete aus fünf Parteien, die am 1. Oktober 2019 den 7. Sächsischen Landtag konstituierten.

## Ausgangssituation
Bei der Landtagswahl 2014 erhielt die CDU 39,4 % der Stimmen, die Linke 18,9 %, die SPD 12,4 %, die AfD 9,7 %, die Grünen 5,7 %, die NPD 4,9 % und die FDP 3,8 %. CDU und SPD schlossen einen Koalitionsvertrag; Stanislaw Tillich (CDU) wurde als Ministerpräsident wiedergewählt und bildete das Kabinett Tillich III. Martin Dulig (SPD) wurde Stellvertretender Ministerpräsident und Staatsminister für Wirtschaft, Arbeit und Verkehr.
Bei der Bundestagswahl am 24. September 2017 erhielt die CDU in Sachsen 26,9 % der Zweitstimmen; die AfD lag mit 27,0 % knapp davor. Tillich trat daraufhin als Ministerpräsident und Parteivorsitzender zurück; beide Ämter übernahm im Dezember 2017 Michael Kretschmer.
Bei der Europawahl 2019 erhielt die AfD in Sachsen 25,3 %, die CDU dagegen nur 23 %. Die CDU fuhr damit ihr schlechtestes Ergebnis bei einer Wahl in Sachsen seit 1990 ein. Auch bei der Kommunalwahl im Mai verlor die CDU viele Stimmen, während vor allem die AfD an Stimmen gewann.

## Teilnehmende Parteien

Spitzenkandidaten der im Landtag vertretenen Parteien
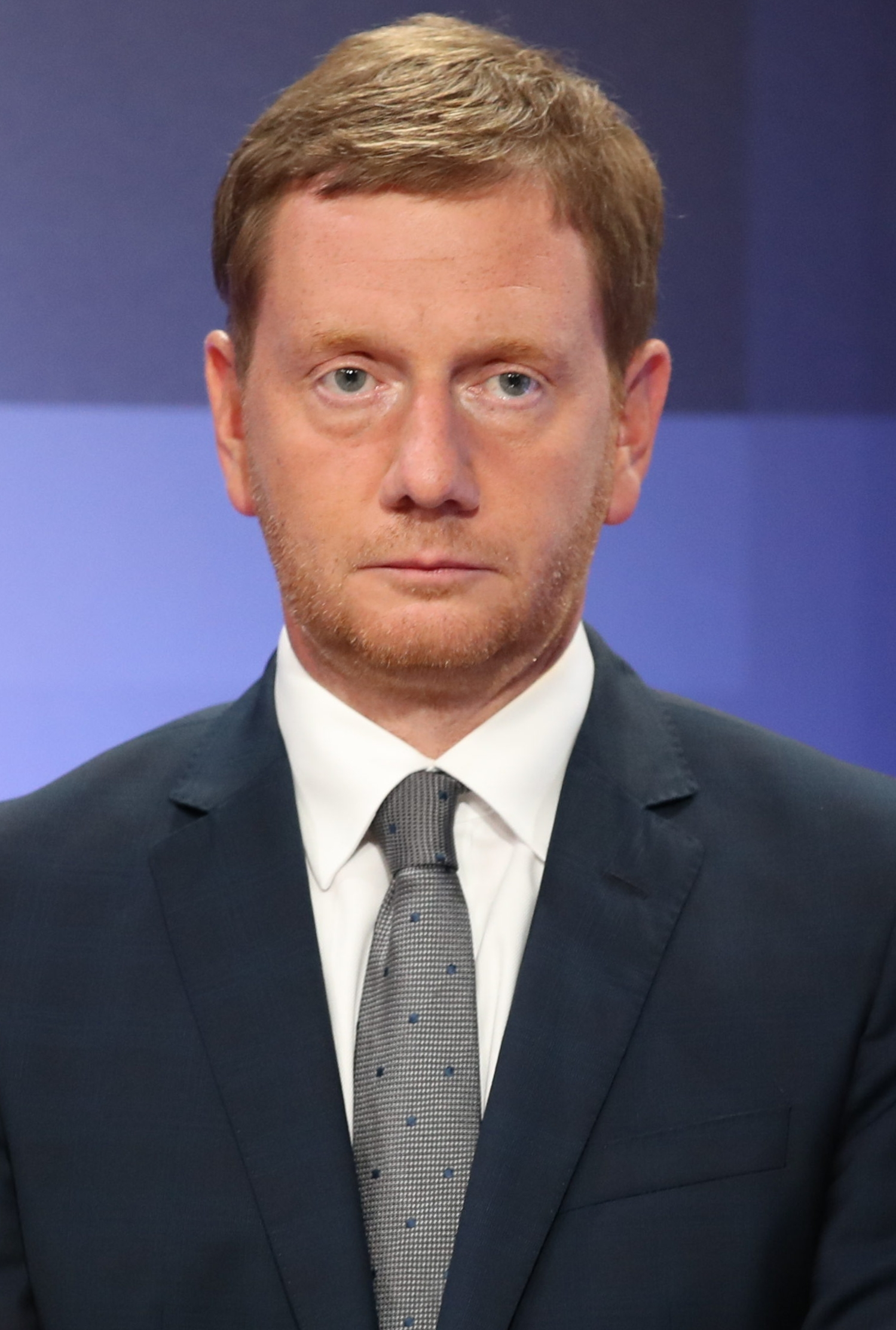
Michael Kretschmer CDU
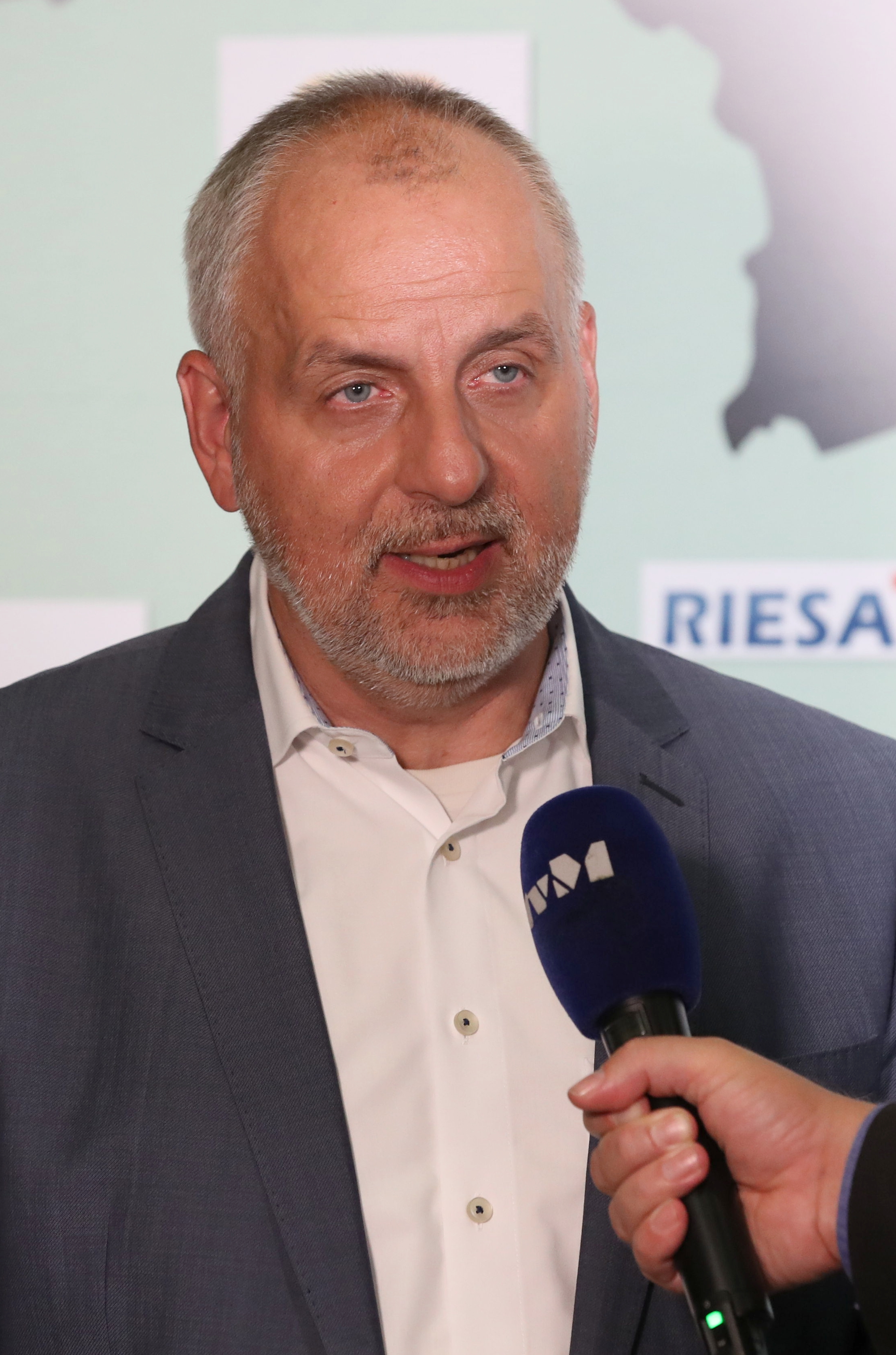
Rico Gebhardt Linke
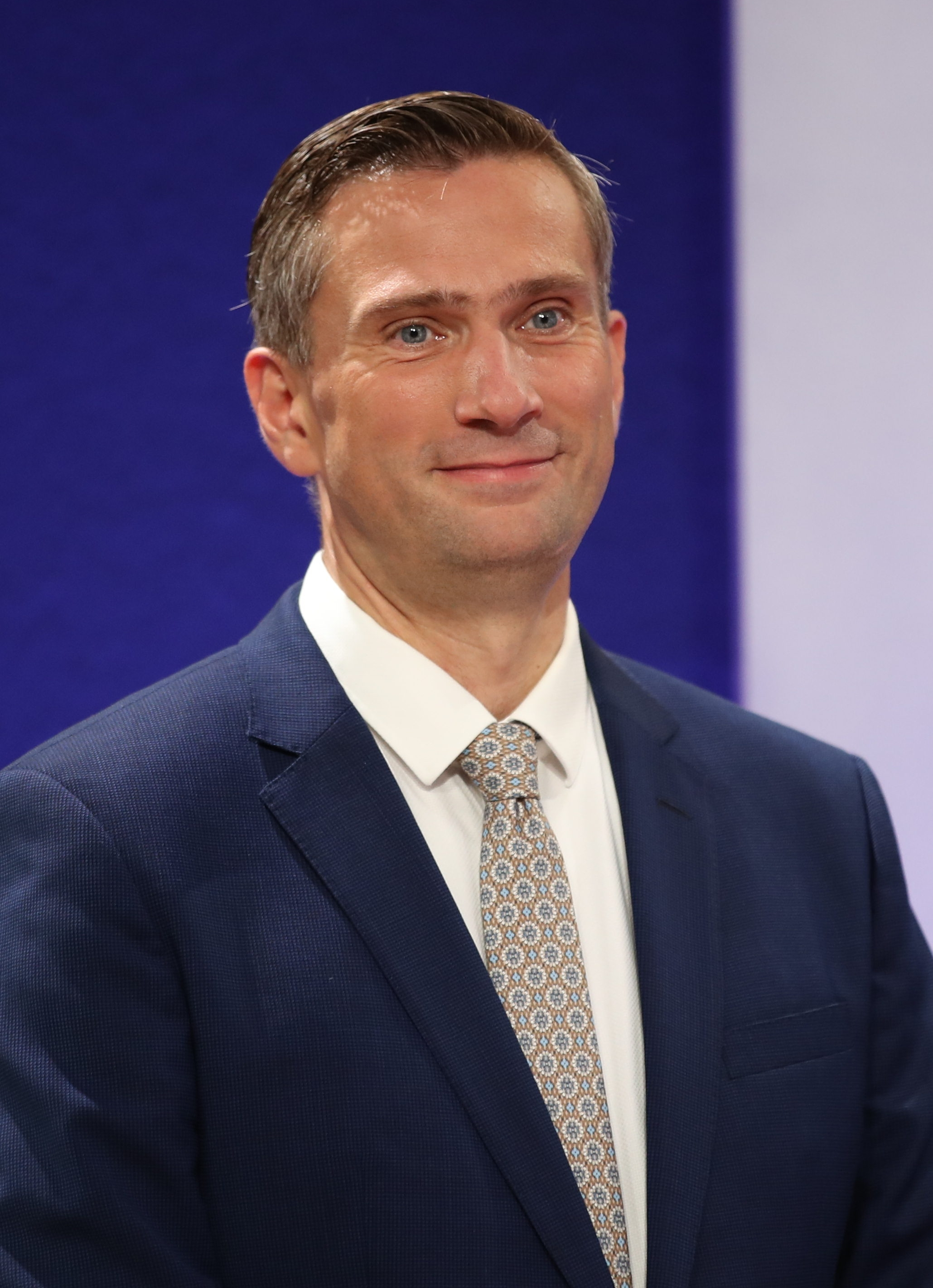
Martin Dulig SPD
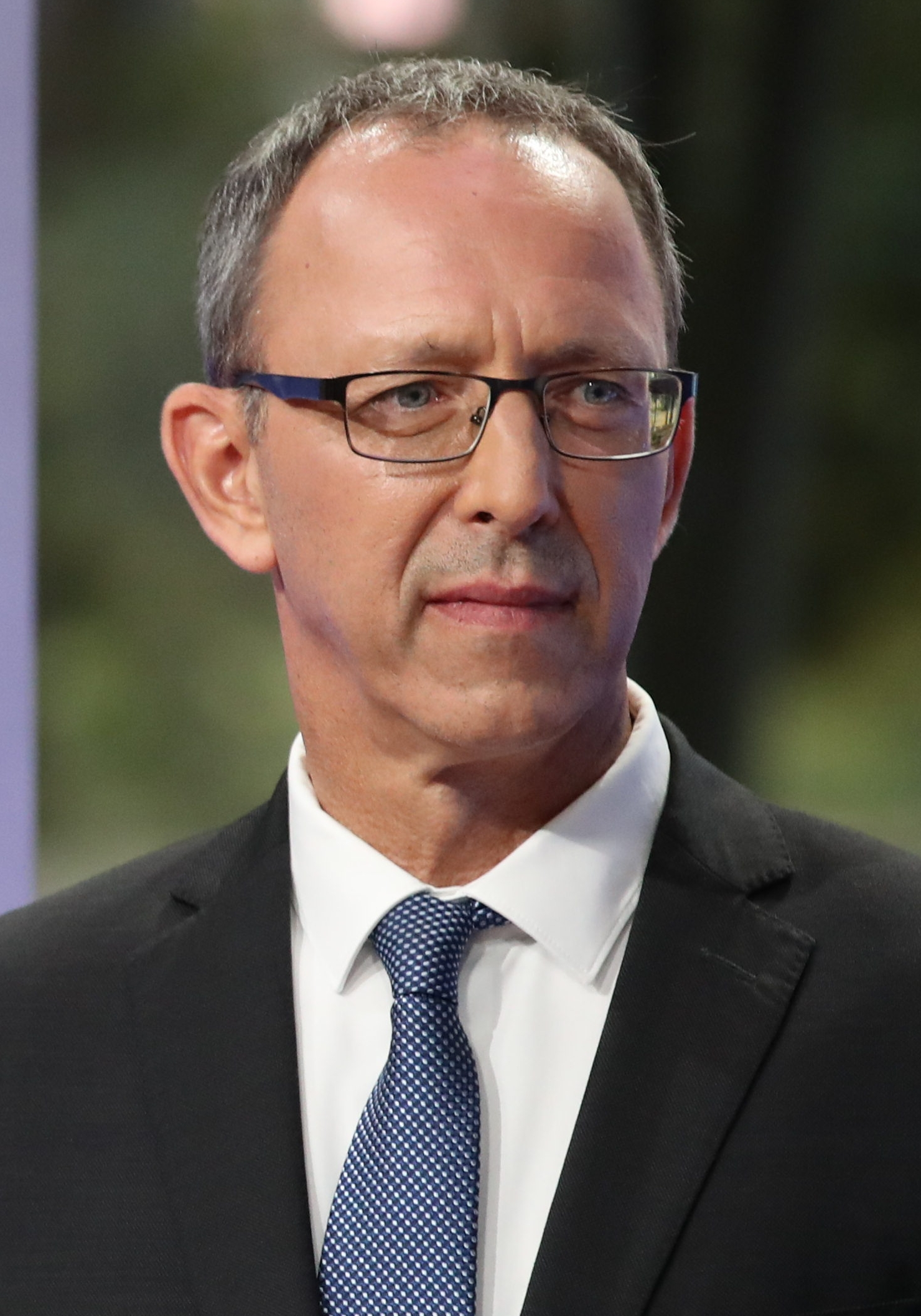
Jörg Urban AfD
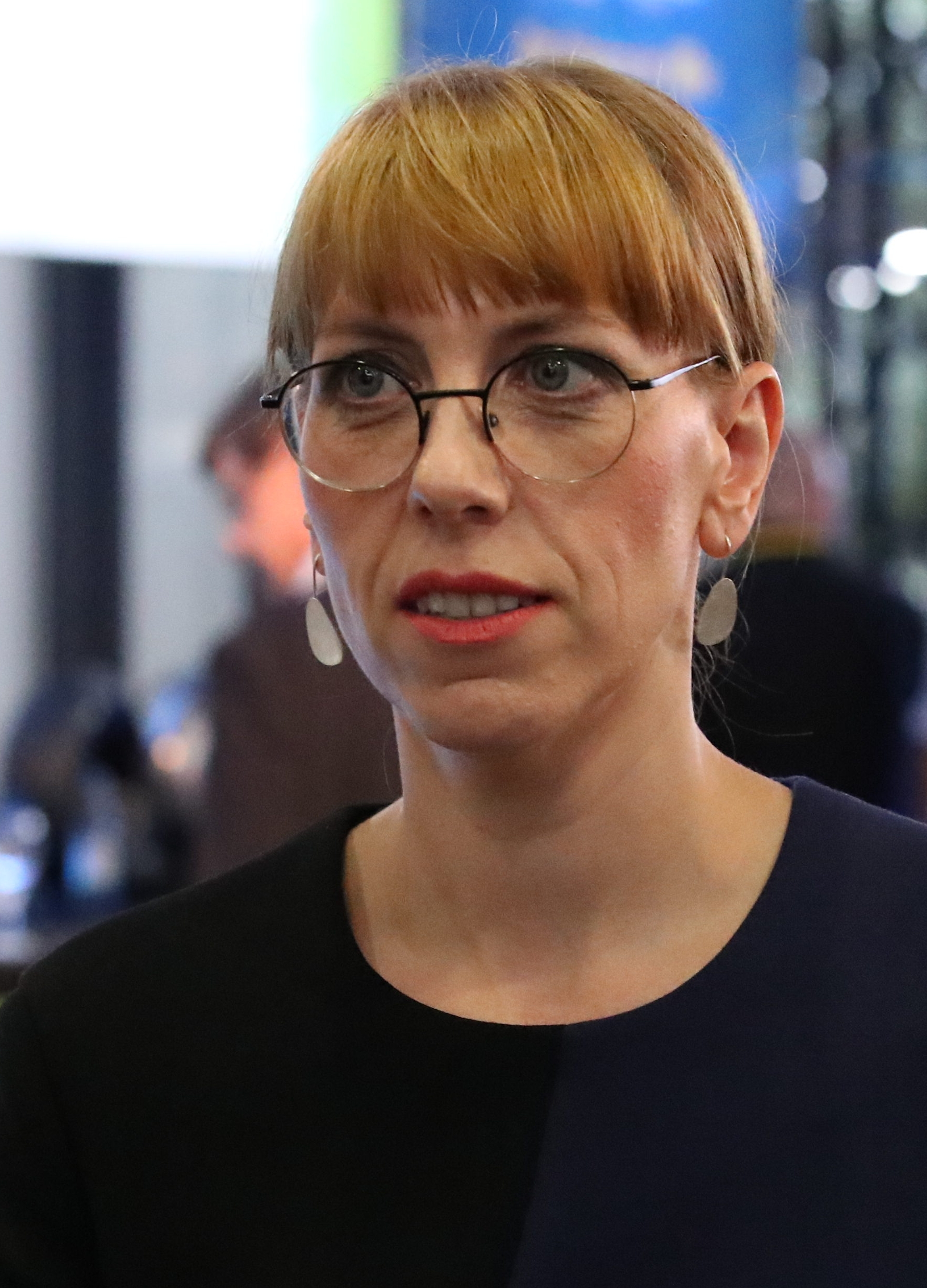
Katja Meier Grüne
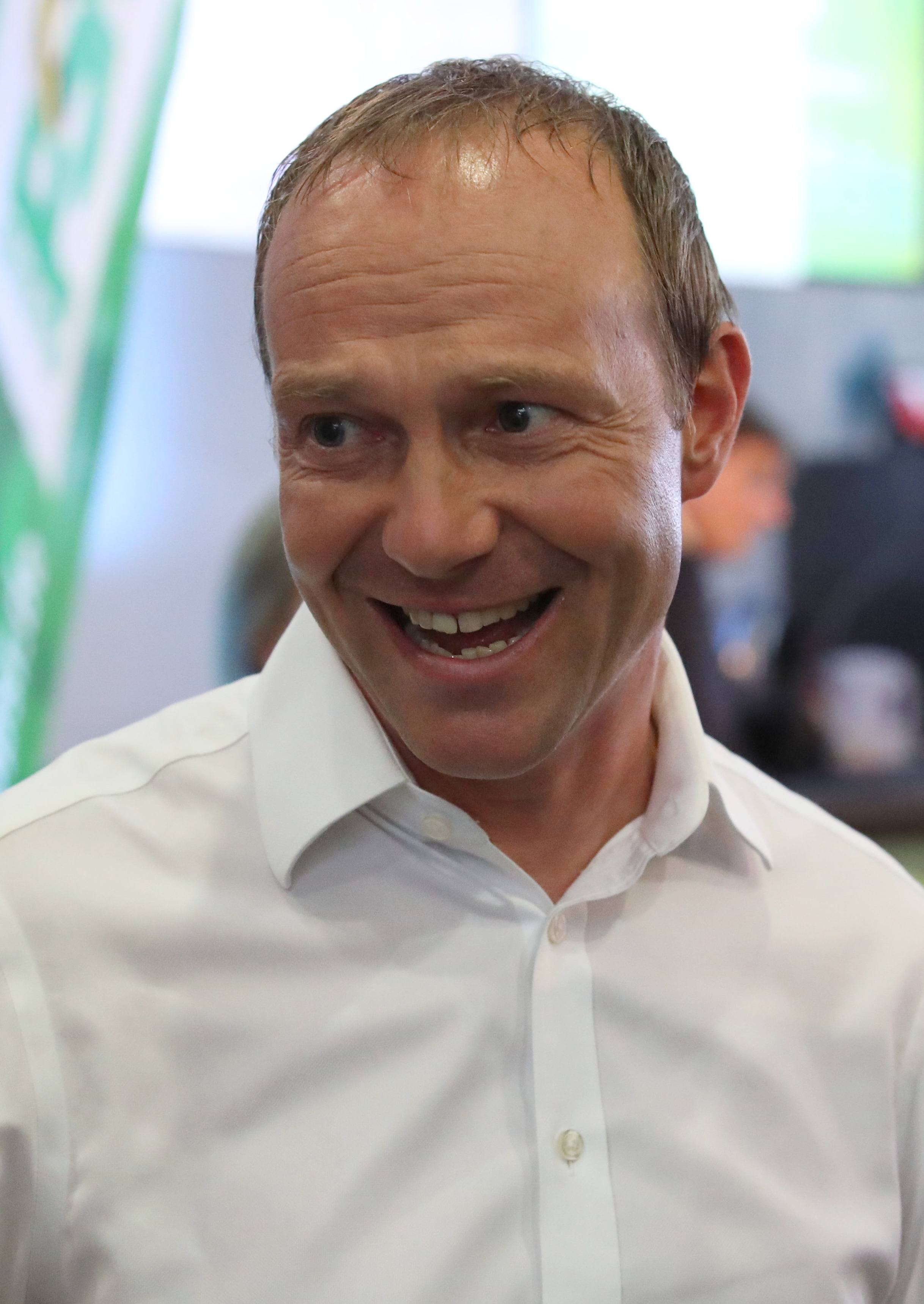
Wolfram Günther Grüne

Landeslisten und Kreiswahlvorschläge waren bis zum 27. Juni 2019 einzureichen. Parteien, die nicht im Bundestag oder einem Landtag vertreten waren, mussten zur Zulassung der Landesliste 1000 Unterstützungsunterschriften vorlegen; für einen Kreiswahlvorschlag genügten die Unterschriften von 100 Wahlberechtigten.
Am 5. Juli 2019 entschied der Landeswahlausschuss über die Zulassung der eingereichten Landeslisten an der Landtagswahl. Von der Liste der Partei Bündnis 90/Die Grünen wurde ein Kandidat gestrichen, bei der Partei der Vernunft drei. Bei der AfD wurde die Liste nur mit ihren ersten 18 Bewerbern zugelassen. Die AfD hatte ihre Landesliste auf zwei Versammlungen vom 8. bis 10. Februar 2019 (Listenplätze 1 bis 18) und vom 15. bis 17. März 2019 (Plätze 19 bis 61) aufgestellt. Nach Ansicht des Landeswahlausschusses habe es sich bei der zweiten Versammlung nicht um die Fortsetzung der ersten gehandelt, sondern um eine von der ersten getrennte Versammlung, was unzulässig sei. Außerdem wurde eine Änderung des Wahlverfahrens bei der zweiten Versammlung beanstandet.
Am 10. Juli reichten sechs der gestrichenen AfD-Listenkandidaten beim Sächsischen Verfassungsgerichtshof dagegen Beschwerde ein und stellten Antrag auf Erlass einer einstweiligen Anordnung gegen die Entscheidung des Wahlausschusses. Eine weitere Verfassungsbeschwerde legte ein Bürger ein, zudem kündigte die AfD die parallele Anrufung des Bundesverfassungsgerichts an. Am 25. Juli wurde durch den Sächsischen Verfassungsgerichtshof eine einstweilige Anordnung erlassen, nach der die Listenplätze 19 bis 30 zuzulassen sind, weil deren Streichung „mit hoher Wahrscheinlichkeit rechtswidrig“ gewesen sei.
Die Landeslisten folgender Parteien wurden zur Wahl zugelassen:
| Kürzel               | Partei                                           | Spitzenkandidat                 |
| -------------------- | ------------------------------------------------ | ------------------------------- |
| CDU                  | Christlich Demokratische Union Deutschlands      | Michael Kretschmer              |
| DIE LINKE            | Die Linke                                        | Rico Gebhardt                   |
| SPD                  | Sozialdemokratische Partei Deutschlands          | Martin Dulig                    |
| AfD                  | Alternative für Deutschland                      | Jörg Urban                      |
| GRÜNE                | Bündnis 90/Die Grünen                            | Katja Meier und Wolfram Günther |
| NPD                  | Nationaldemokratische Partei Deutschlands        | Peter Schreiber                 |
| FDP                  | Freie Demokratische Partei                       | Holger Zastrow                  |
| FREIE WÄHLER         | Freie Wähler                                     | Cathleen Martin                 |
| Tierschutzpartei     | Partei Mensch Umwelt Tierschutz                  | Jürgen Wunderlich               |
| PIRATEN              | Piratenpartei Deutschland                        | Knut Michael                    |
| Die PARTEI           | Die PARTEI                                       | Tom Rodig                       |
| BüSo                 | Bürgerrechtsbewegung Solidarität                 | Michael Gründler                |
| ADPM                 | Aufbruch deutscher Patrioten – Mitteldeutschland | Egbert Ermer                    |
| Blaue #TeamPetry     | Die blaue Partei                                 | Frauke Petry                    |
| KPD                  | Kommunistische Partei Deutschlands               | Torsten Reichelt                |
| ÖDP                  | Ökologisch-Demokratische Partei                  | Sebastian Högen                 |
| Die Humanisten       | Partei der Humanisten                            | Dominic Ressel                  |
| PDV                  | Partei der Vernunft                              | Thomas Flach                    |
| Gesundheitsforschung | Partei für Gesundheitsforschung                  | Andreas Kabus                   |

Nicht zur Wahl zugelassen wurden die Landeslisten von
- Demokratie in Bewegung, weil sie nicht die nötigen 1000 Unterstützerunterschriften erreichte
- Der III. Weg, weil die politische Vereinigung nicht über die nötigen Strukturen verfüge, um als Partei zu gelten

## Wahlergebnisse
| Listen            | Listen                                                  | Direktstimmen | Direktstimmen | Direktstimmen | Direktstimmen | Listenstimmen | Listenstimmen | Listenstimmen | Listenstimmen | Mandate | Mandate |
| Listen            | Listen                                                  | Stimmen       | %             | +/-           | Mandate       | Stimmen       | %             | +/-           | Mandate       | Anzahl  | +/-     |
| ----------------- | ------------------------------------------------------- | ------------- | ------------- | ------------- | ------------- | ------------- | ------------- | ------------- | ------------- | ------- | ------- |
|                   | Christlich Demokratische Union Deutschlands (CDU)       | 703.006       | 32,5          | ▼7,2          | 41            | 695.560       | 32,1          | ▼7,3          | 4             | 45      | ▼14     |
|                   | Alternative für Deutschland (AfD)                       | 613.585       | 28,4          | ▲22,0         | 15            | 595.671       | 27,5          | ▲17,7         | 23            | 38 *    | ▲24     |
|                   | Die Linke (Linke)                                       | 265.871       | 12,3          | ▼8,7          | 1             | 224.354       | 10,4          | ▼8,5          | 13            | 14      | ▼13     |
|                   | Bündnis 90/Die Grünen (Grüne)                           | 192.489       | 8,9           | ▲2,6          | 3             | 187.015       | 8,6           | ▲2,9          | 9             | 12      | ▲4      |
|                   | Sozialdemokratische Partei Deutschlands (SPD)           | 166.920       | 7,7           | ▼5,5          | –             | 167.289       | 7,7           | ▼4,6          | 10            | 10      | ▼8      |
|                   | Freie Demokratische Partei (FDP)                        | 100.639       | 4,7           | ▲0,6          | –             | 97.438        | 4,5           | ▲0,7          | –             | –       | ▬       |
|                   | Freie Wähler (FW)                                       | 98.353        | 4,6           | ▲2,6          | –             | 72.897        | 3,4           | ▲1,8          | –             | –       | ▬       |
|                   | Die PARTEI (DIE PARTEI)                                 | 12.557        | 0,6           | ▲0,4          | –             | 33.618        | 1,6           | ▲0,8          | –             | –       | ▬       |
|                   | Partei Mensch Umwelt Tierschutz (Tierschutzpartei)      | –             | –             | N/A           | –             | 33.476        | 1,5           | ▲0,4          | –             | –       | ▬       |
|                   | Nationaldemokratische Partei Deutschlands (NPD)         | –             | –             | N/A           | –             | 12.947        | 0,6           | ▼4,3          | –             | –       | ▬       |
|                   | Partei für Gesundheitsforschung (Gesundheitsforschung)  | –             | –             | Neu           | –             | 11.652        | 0,5           | Neu           | –             | –       | Neu     |
|                   | Die blaue Partei (Blaue #TeamPetry)                     | 1.508         | 0,1           | Neu           | –             | 7.806         | 0,4           | Neu           | –             | –       | Neu     |
|                   | Piratenpartei Deutschland (Piraten)                     | –             | –             | N/A           | –             | 6.632         | 0,3           | ▼0,8          | –             | –       | ▬       |
|                   | Ökologisch-Demokratische Partei (ÖDP)                   | –             | –             | N/A           | –             | 6.000         | 0,3           | N/A           | –             | –       | N/A     |
|                   | Partei der Humanisten (Die Humanisten)                  | –             | –             | Neu           | –             | 4.305         | 0,2           | Neu           | –             | –       | Neu     |
|                   | Aufbruch deutscher Patrioten – Mitteldeutschland (ADPM) | –             | –             | Neu           | –             | 3.948         | 0,2           | Neu           | –             | –       | Neu     |
|                   | Partei der Vernunft (PDV)                               | –             | –             | N/A           | –             | 2.268         | 0,1           | N/A           | –             | –       | N/A     |
|                   | Kommunistische Partei Deutschlands (KPD)                | –             | –             | N/A           | –             | 1.951         | 0,1           | N/A           | –             | –       | N/A     |
|                   | Bürgerrechtsbewegung Solidarität (BüSo)                 | 2.190         | 0,1           | ▼0,3          | –             | 1.630         | 0,1           | ▼0,1          | –             | –       | ▬       |
|                   | Sonstige                                                | 2.732         | 0,1           | ▲0,1          | –             | –             | –             | N/A           | –             | –       | ▬       |
| Gesamt            | Gesamt                                                  | 2.159.850     | 100           |               | 60            | 2.166.457     | 100           |               | 59            | 119 *   | ▼7      |
|                   |                                                         |               |               |               |               |               |               |               |               |         |         |
| Ungültige Stimmen | Ungültige Stimmen                                       | 28.636        | 1,3           | ▼0,5          |               | 22.029        | 1,0           | ▼0,3          |               |         |         |
| Wähler            | Wähler                                                  | 2.188.486     | 66,5          | ▲17,4         |               | 2.188.486     | 66,5          | ▲17,4         |               |         |         |
| Wahlberechtigte   | Wahlberechtigte                                         | 3.288.643     |               |               |               | 3.288.643     |               |               |               |         |         |
|                   |                                                         |               |               |               |               |               |               |               |               |         |         |
| Quellen:          |                                                         |               |               |               |               |               |               |               |               |         |         |

Die Stimmenmehrheiten der Erststimmen (l.) und Zweitstimmen (r.) in den Wahlkreisen

N/A: die Partei wurde vor 2014 gegründet. – Neu: die Partei wurde nach 2014 gegründet.

### Wahlergebnis in den Gemeinden und kreisfreien Städten
Die folgenden Karten zeigen die (relativen) Mehrheiten der Direktstimmen (l.) und Listenstimmen (r.) in den Gemeinden, sowie den Stadt- bzw. Ortsteilen der kreisfreien Städte.

Direktstimmen
Listenstimmen

| CDU20–30 %30–40 %40–50 %50–60 %60–70 % | AfD20–30 %30–40 %40–50 %50–60 % | Linke10–20 %20–30 %30–40 %40–50 % | Grüne20–30 %30–40 %40–50 % | Freie Wähler30–40 % | SonstigesKeine Stimmen |

#### Verlauf

Sonntagsfragen zur Landtagswahl von Infratest Dimap (D), IM Field (M), INSA (I), Forschungsgruppe Wahlen (G), FB Czaplicki (C) und uniQma (Q) und Ergebnis der Wahl 2014.

## Wählerstimmen 2014 gegenüber 2019 – Wahlverhalten (Schätzung)
| 2014 (Wähler) | 2014 (Wähler)               | CDU 2019 | Linke 2019 | SPD 2019 | AfD 2019 | Grüne 2019 | FDP 2019 | Andere Parteien 2019 | Nichtwähler 2019 | Verstorben | Umgezogen |
| ------------- | --------------------------- | -------- | ---------- | -------- | -------- | ---------- | -------- | -------------------- | ---------------- | ---------- | --------- |
|               | CDU (645.000)               | 390.000  | 6.000      | 12.000   | 84.000   | 17.000     | 16.000   | 12.000               | 23.000           | 61.000     | 24.000    |
|               | Linke (309.000)             | 30.000   | 141.000    | 19.000   | 27.000   | 15.000     | 6.000    | 13.000               | 15.000           | 32.000     | 11.000    |
|               | SPD (203.000)               | 34.000   | 13.000     | 73.000   | 10.000   | 18.000     | 5.000    | 5.000                | 18.000           | 19.000     | 8.000     |
|               | AfD (159.000)               | 3.000    | 1.000      |          | 125.000  |            | 2.000    | 4.000                | 5.000            | 11.000     | 8.000     |
|               | Grüne (93.000)              | 13.000   | 3.000      | 5.000    | 2.000    | 52.000     | 1.000    | 5.000                | 2.000            | 4.000      | 6.000     |
|               | FDP (62.000)                | 13.000   | 1.000      | 1.000    | 8.000    | 1.000      | 23.000   | 3.000                | 4.000            | 5.000      | 3.000     |
|               | Andere Parteien (165.000)   | 13.000   | 4.000      | 3.000    | 38.000   | 5.000      | 1.000    | 67.000               | 14.000           | 8.000      | 12.000    |
|               | Nichtwähler (1.738.000)     | 162.000  | 37.000     | 41.000   | 246.000  | 32.000     | 28.000   | 58.000               | 907.000          | 129.000    | 98.000    |
|               | Erstwähler (2019) (170.000) | 12.000   | 11.000     | 5.000    | 17.000   | 20.000     | 7.000    | 24.000               | 74.000           |            |           |
|               | Zugezogene (184.000)        | 26.000   | 9.000      | 7.000    | 38.000   | 27.000     | 10.000   | 8.000                | 59.000           |            |           |
|               | Insgesamt                   | 696.000  | 226.000    | 166.000  | 595.000  | 187.000    | 99.000   | 199.000              | 1.121.000        | 269.000    | 170.000   |

## Umfragen

### Sonntagsfrage
| \| Institut \| Datum \| CDU \| Linke \| SPD \| AfD \| Grüne \| NPD \| FDP \| Sonst. \| \| ------------------- \| ---------- \| ------ \| ------ \| ------ \| ------ \| ----- \| ----- \| ----- \| ------ \| \| INSA[19] \| 17.12.2018 \| 29 % \| 18 % \| 10 % \| 25 % \| 9 % \| — \| 6 % \| 3 % \| \| IM Field[17] \| 23.11.2018 \| 29 % \| 17 % \| 11 % \| 24 % \| 8 % \| — \| 6 % \| 5 % \| \| uniQma[17] \| 07.09.2018 \| 28,9 % \| 18,6 % \| 11,4 % \| 23,9 % \| 6,8 % \| — \| 5,6 % \| 4,5 % \| \| INSA[17] \| 30.08.2018 \| 28 % \| 18 % \| 11 % \| 25 % \| 7 % \| — \| 7 % \| 4 % \| \| Infratest dimap[17] \| 28.08.2018 \| 30 % \| 18 % \| 11 % \| 25 % \| 6 % \| — \| 5 % \| 5 % \| \| INSA[17] \| 12.06.2018 \| 32 % \| 19 % \| 9 % \| 24 % \| 6 % \| — \| 6 % \| 4 % \| \| IM Field[17] \| 07.12.2017 \| 33 % \| 18 % \| 12 % \| 23 % \| 4 % \| — \| 7 % \| 3 % \| \| IM Field[20][17] \| 31.10.2017 \| 31 % \| 17 % \| 14 % \| 21 % \| 4 % \| — \| 7 % \| 5 % \| \| Infratest dimap[17] \| 22.06.2017 \| 41 % \| 15 % \| 10 % \| 21 % \| 4 % \| — \| 5 % \| 4 % \| \| Infratest dimap[17] \| 22.11.2016 \| 34 % \| 16 % \| 12 % \| 25 % \| 7 % \| — \| — \| 6 % \| \| INSA[17] \| 05.10.2016 \| 37,5 % \| 16 % \| 13 % \| 21,5 % \| 6 % \| 1,5 % \| 2 % \| 2,5 % \| \| Infratest dimap[17] \| 16.09.2015 \| 38 % \| 17 % \| 13 % \| 13 % \| 7 % \| 5 % \| 3 % \| 4 % \| \| Landtagswahl 2014 \| 31.08.2014 \| 39,4 % \| 18,9 % \| 12,4 % \| 9,7 % \| 5,7 % \| 4,9 % \| 3,8 % \| 5,1 % \| |            |        |        |        |        |       |       |       |        |
| Institut | Datum      | CDU    | Linke  | SPD    | AfD    | Grüne | NPD   | FDP   | Sonst. |
| INSA | 17.12.2018 | 29 %   | 18 %   | 10 %   | 25 %   | 9 %   | —     | 6 %   | 3 %    |
| IM Field | 23.11.2018 | 29 %   | 17 %   | 11 %   | 24 %   | 8 %   | —     | 6 %   | 5 %    |
| uniQma | 07.09.2018 | 28,9 % | 18,6 % | 11,4 % | 23,9 % | 6,8 % | —     | 5,6 % | 4,5 %  |
| INSA | 30.08.2018 | 28 %   | 18 %   | 11 %   | 25 %   | 7 %   | —     | 7 %   | 4 %    |
| Infratest dimap | 28.08.2018 | 30 %   | 18 %   | 11 %   | 25 %   | 6 %   | —     | 5 %   | 5 %    |
| INSA | 12.06.2018 | 32 %   | 19 %   | 9 %    | 24 %   | 6 %   | —     | 6 %   | 4 %    |
| IM Field | 07.12.2017 | 33 %   | 18 %   | 12 %   | 23 %   | 4 %   | —     | 7 %   | 3 %    |
| IM Field | 31.10.2017 | 31 %   | 17 %   | 14 %   | 21 %   | 4 %   | —     | 7 %   | 5 %    |
| Infratest dimap | 22.06.2017 | 41 %   | 15 %   | 10 %   | 21 %   | 4 %   | —     | 5 %   | 4 %    |
| Infratest dimap | 22.11.2016 | 34 %   | 16 %   | 12 %   | 25 %   | 7 %   | —     | —     | 6 %    |
| INSA | 05.10.2016 | 37,5 % | 16 %   | 13 %   | 21,5 % | 6 %   | 1,5 % | 2 %   | 2,5 %  |
| Infratest dimap | 16.09.2015 | 38 %   | 17 %   | 13 %   | 13 %   | 7 %   | 5 %   | 3 %   | 4 %    |
| Landtagswahl 2014 | 31.08.2014 | 39,4 % | 18,9 % | 12,4 % | 9,7 %  | 5,7 % | 4,9 % | 3,8 % | 5,1 %  |

| Institut          | Datum      | CDU    | Linke  | SPD    | AfD    | Grüne | NPD   | FDP   | Sonst. |
| ----------------- | ---------- | ------ | ------ | ------ | ------ | ----- | ----- | ----- | ------ |
| INSA              | 17.12.2018 | 29 %   | 18 %   | 10 %   | 25 %   | 9 %   | —     | 6 %   | 3 %    |
| IM Field          | 23.11.2018 | 29 %   | 17 %   | 11 %   | 24 %   | 8 %   | —     | 6 %   | 5 %    |
| uniQma            | 07.09.2018 | 28,9 % | 18,6 % | 11,4 % | 23,9 % | 6,8 % | —     | 5,6 % | 4,5 %  |
| INSA              | 30.08.2018 | 28 %   | 18 %   | 11 %   | 25 %   | 7 %   | —     | 7 %   | 4 %    |
| Infratest dimap   | 28.08.2018 | 30 %   | 18 %   | 11 %   | 25 %   | 6 %   | —     | 5 %   | 5 %    |
| INSA              | 12.06.2018 | 32 %   | 19 %   | 9 %    | 24 %   | 6 %   | —     | 6 %   | 4 %    |
| IM Field          | 07.12.2017 | 33 %   | 18 %   | 12 %   | 23 %   | 4 %   | —     | 7 %   | 3 %    |
| IM Field          | 31.10.2017 | 31 %   | 17 %   | 14 %   | 21 %   | 4 %   | —     | 7 %   | 5 %    |
| Infratest dimap   | 22.06.2017 | 41 %   | 15 %   | 10 %   | 21 %   | 4 %   | —     | 5 %   | 4 %    |
| Infratest dimap   | 22.11.2016 | 34 %   | 16 %   | 12 %   | 25 %   | 7 %   | —     | —     | 6 %    |
| INSA              | 05.10.2016 | 37,5 % | 16 %   | 13 %   | 21,5 % | 6 %   | 1,5 % | 2 %   | 2,5 %  |
| Infratest dimap   | 16.09.2015 | 38 %   | 17 %   | 13 %   | 13 %   | 7 %   | 5 %   | 3 %   | 4 %    |
| Landtagswahl 2014 | 31.08.2014 | 39,4 % | 18,9 % | 12,4 % | 9,7 %  | 5,7 % | 4,9 % | 3,8 % | 5,1 %  |

### Direktwahl Ministerpräsident
| Institut                | Datum      | Michael Kretschmer (CDU) | Rico Gebhardt (Die Linke) | Jörg Urban (AfD) |
| ----------------------- | ---------- | ------------------------ | ------------------------- | ---------------- |
| Forschungsgruppe Wahlen | 01.09.2019 | 57 %                     | 9 %                       | —                |
| Forschungsgruppe Wahlen | 01.09.2019 | 60 %                     | —                         | 12 %             |
| Forschungsgruppe Wahlen | 29.08.2019 | 62 %                     | 9 %                       | —                |
| Forschungsgruppe Wahlen | 29.08.2019 | 67 %                     | —                         | 9 %              |
| Forschungsgruppe Wahlen | 23.08.2019 | 65 %                     | 8 %                       | —                |
| Forschungsgruppe Wahlen | 23.08.2019 | 68 %                     | —                         | 9 %              |

### Umfragen zur bevorzugten Koalition
Die Prozentzahlen der uniQma-Umfrage geben an, welcher Anteil an Befragten die jeweilige zur Auswahl stehende Koalition am meisten wünschen würde. Die fehlenden Werte zu 100 % machten keine Angabe. Die Werte der Umfrage von Infratest dimap geben die Meinung der Befragten wieder, welche der abgefragten Koalitionen sie positiv bewerten (negativ CDU/SPD 62 %, CDU/SPD/GRÜNE/FDP 64 %, CDU/AfD 70 %).
| Institut        | Datum      | CDU SPD | CDU SPD Grüne FDP | CDU Grüne SPD | Linke Grüne SPD | CDU SPD FDP | CDU AfD | CDU Grüne FDP | CDU Linke | CDU FDP Blaue |
| --------------- | ---------- | ------- | ----------------- | ------------- | --------------- | ----------- | ------- | ------------- | --------- | ------------- |
| Infratest dimap | 02.07.2019 | 36 %    | 32 %              | —             | —               | —           | 27 %    | —             | —         | —             |
| uniQma          | 07.09.2018 | —       | —                 | 18,7 %        | 14,9 %          | 13,5 %      | 12,1 %  | 7,8 %         | 3,0 %     | 2,6 %         |

## Koalitionsaussagen
| In Betracht gezogene Koalition   | Sitze |
| -------------------------------- | ----- |
| Sitze gesamt                     | 119   |
| Absolute Mehrheit (ab 60 Sitzen) |       |
| CDU, Grüne, SPD                  | 67    |

Der Ministerpräsident Michael Kretschmer schloss für die CDU vor der Wahl jede Form der Zusammenarbeit mit der AfD und der Linkspartei aus. Die Grünen zeigten sich offen für eine Koalition mit der CDU. Nachdem der SPD-Spitzenkandidat Martin Dulig zunächst keinen Koalitionswahlkampf hatte führen wollen, warb er eine Woche vor dem Wahltermin doch noch für eine Koalition mit CDU und Grünen. Für die FDP schloss der Spitzenkandidat Holger Zastrow Koalitionen mit der AfD und der Linkspartei ebenfalls aus.
Der bisherige Ministerpräsident Kretschmer bildete im Dezember 2019 das durch diese Wahl legitimierte Kabinett Kretschmer II in einer Kenia-Koalition mit Grünen und der SPD.

## Partei- und Fraktionsaustritte nach der Wahl
- Linke: 14
- SPD: 10
- Grüne: 12
- CDU: 44
- AfD: 34
- Sonst.: 5

Nach der Wahl änderte sich die Landtagszusammensatzung durch Partei- und Fraktionsaustritte.
Am 17. April 2021 traten die sächsischen AfD-Abgeordneten Christopher Hahn und Wolfram Keil aufgrund der Corona-Politik aus der Partei und Fraktion aus und blieben als fraktionslose Abgeordneten im Sächsischen Landtag. Am 21. Dezember 2022 erklärte der AfD-Abgeordnete Ivo Teichmann ebenfalls seinen Partei- und Fraktionsaustritt und blieb als fraktionsloser Abgeordneter. Anfang 2024 trat Roland Ulbrich aus der AfD-Fraktion aus und Stephan Hösl verließ die CDU und wechselte zu den Freien Wählern. Beide sind seitdem fraktionslos.